# Quijá
Quijá es una localidad del estado mexicano de Chiapas. Es parte del municipio de Comitán de Domínguez.

## Demografía
| Gráfica de evolución demográfica |
|                                  |

| Censo | Población |
| ----- | --------- |
| 1910  | 187       |
| 1921  | 217       |
| 1930  | 240       |
| 1940  | 312       |
| 1950  | 334       |
| 1960  | 226       |
| 1970  | 403       |
| 1980  | 582       |
| 1990  | 775       |
| 2000  | 790       |
| 2010  | 898       |
| 2020  | 1 057     |